# Estudio de actores
Estudio de actores fue un talent show, emitido por la cadena española Antena 3 en 2002.

## Formato
En un formato inspirado en Operación Triunfo, 16 concursantes, entre 19 y 30 años, comparten encierro en una academia en las que reciben formación sobre todo de interpretación pero también de otras artes escénicas como música o danza. En las galas deberán demostrar sus cualidades e irán siendo eliminados hasta que solo uno se alce con el título de ganador.

## Equipo
Al frente de la escuela de actores se situó al director escénico Ricard Reguant y entre los profesores se incluyen los actores Eva Isanta, Sergi Albert y Dritan Biba.

## Audiencias
En su estreno alcanzó 1.712.000 espectadores, la mitad que su directo competidor Gran hermano, de Telecinco. Después seguiría perdiendo seguidores. Tras 3 emisiones, el programa fue finalmente retirado por su baja audiencia que en ocasiones apenas superó el 7% de cuota de pantalla, muy por debajo de la media de la cadena.